# Tpics
TPiCS（ティーピクス）は、株式会社ティーピクス研究所が、開発した生産管理システムである。名前の由来はTotal Production and Inventory Control Systemのそれぞれの頭文字から来ている。1984年から開発が始まり現在の開発バージョンが10世代目にあたるため、ローマ数字の10にあたるXをとり入れたTPiCS-X（ティーピクス エックス）として出荷されている。
MRP(Materials Requirements Planning)に独自のf-MRP（エフ エムアールピー またはフレキシブル エムアールピー）の機能を持たせている。